# Andrzej Orwid-Eljaszewicz
Andrzej Sławomir Orwid-Eljaszewicz pseudonim „Ala”, „Waszkiewicz” (ur. 1 sierpnia?/14 sierpnia 1911 w Byszowie, zm. 20 lutego 1944 w Radomiu) – oficer Polskiej Marynarki Handlowej GAL, aktywny członek Ruchu Oporu, organizator komórek Związku Jaszczurczego na Pomorzu, zamordowany przez Gestapo w Radomiu.

## Biogram
Urodził się 14 sierpnia 1911 w Byszowie (gubernia kijowska) w rodzinie inteligenckiej, szlacheckiej. Jego matka Stefania z d. Jaksa Plewkiewicz h. Gryf wywodziła się z wielkiego rodu generała Arnolda Byszewskiego posła na Sejm Czteroletni odznaczonego Orderem Orła Białego i hrabianki Katarzyny Skórzewskiej h. Drogosław, ojciec Andrzeja – Władysław Jan Orwid-Eljaszewicz był również szlachcicem h. Geisz. Patriotyzm – miał zatem zaszczepiony od dziecka. Jako 7-letni chłopiec przyjechał wraz z rodziną i siostrą Ireną w 1918 r. do Warszawy, a w 1920 przeniósł się do Poznania. W tymże roku wstąpił do Korpusu Kadetów, gdzie uczył się do 1926. W 1932 ukończył Liceum Handlowe w Poznaniu, później Instytut Handlu Morskiego i Techniki Portowej w Gdyni. Instytut ukończył 24 maja 1933, będąc od 1931 zatrudniony w Przedsiębiorstwie Gdynia – Ameryka Line (GAL). Po ukończeniu tej ekskluzywnej uczelni, która znajdowała się pod protektoratem prezydenta Rzeczypospolitej – Ignacego Mościckiego, kontynuował pracę w Przedsiębiorstwie Żeglugowym GAL, pływając jako oficer Marynarki Handlowej na niemal wszystkich statkach tego armatora w owym czasie, jak: s/s „Kościuszko”, s/s „Warszawa”, s/s „Polonia”, s/s „Pułaski”. W 1935 wypłynął z Gdyni do Nowego Jorku na statku m/s „Piłsudski” w jego dziewiczą podróż. Pływał z takimi kapitanami, jak: Eustazy Borkowski, Mamert Stankiewicz, Edward Pacewicz, czy Zdenko Knötgen.
20 września 1934 został skierowany do Szkoły Podchorążych Rezerwy Piechoty w Zambrowie. Dywizyjny Kurs Podchorążych Piechoty przy 18 pp w Skierniewicach ukończył w czerwcu 1935 ze stopniem podchorążego rezerwy, po czym otrzymał przydział do pułku piechoty, z jednoczesnym zwolnieniem do rezerwy i awansem do stopnia plutonowego. W 1937 został mianowany podporucznikiem rezerwy piechoty. We wniosku nominacyjnym podano: Bardzo dobry, zdolności kierownicze i wychowawcze posiada bardzo dużo. Posiada talent taktyczny w stopniu wystarczającym zupełnie do szczebla plutonu. W działaniach bojowych energiczny pewny siebie, sumienny, obowiązkowy. Podobną opinię nadesłano z Samodzielnego Referatu Informacyjnego przy Dowództwie Okręgu Korpusu VIII. Jako absolwent Szkoły Podchorążych Piechoty w Zambrowie otrzymał przydział do 64 pp w 16. Dywizji Piechoty w Grudziądzu. W 1937 podjął pracę w Urzędzie Frachtowym w Gdyni.

### Kampania wrześniowa
Zmobilizowany 26 sierpnia 1939, wziął udział w wojnie obronnej 1939 w składzie 16 DP wraz z dowodzoną przez gen. Władysława Bortnowskiego Armią „Pomorze” w bitwie nad Bzurą. Unikając wzięcia do niewoli niemieckiej, przedostał się do Gdyni, gdzie nawiązał kontakty konspiracyjne, a następnie wraz z wysiedloną rodziną wyjechał do Włocławka, a potem do Warszawy w celu dalszego działania w konspiracji ZWZ-AK.
Aresztowany przez Gestapo 2 listopada 1939 za działalność antyhitlerowską (zerwanie plakatu), został skazany na śmierć. Po ujawnieniu w śledztwie, że uczestniczył podczas jednego z rejsów w „GAL”-u w ratowaniu załogi tonącego niemieckiego statku „Horst Wessel” – zamieniono mu wyrok śmierci na 6 miesięcy więzienia na ul. Daniłowiczowskiej w Warszawie, gdzie spotkał się m.in. z Bolesławem Piaseckim z Ruchu Narodowo-Radykalnego „Falanga”. Tam też zorganizował siatkę konspiracyjną, utrzymując łączność ze światem zewnętrznym i z organizacją poprzez strażnika więziennego p. Dąbrowskiego oraz swoją siostrę Irenę Eljaszewicz (Irena Rett-Wilczkowiak) ps. „Iskierka” (przez krótki czas związana była z ZWZ w Warszawie, gdzie kolportowała prasę konspiracyjną m.in. „Biuletyn Informacyjny”).

### Konspiracja
Po wyjściu z więzienia 3 maja 1940 natychmiast nawiązał kontakty z dawnymi członkami Obozu Narodowo-Radykalnego (z organizacją tą związany był jeszcze przed wojną na terenie Poznania lub Gdyni), gdzie zapoznał się z tworzonymi przez nich strukturami Związku Jaszczurczego. Do organizacji tej wciągnął go Mieczysław Dukalski – p.o. kmdta ZJ na Pomorzu. W początkach sierpnia 1940 Andrzej Orwid-Eljaszewicz został skierowany do Gdyni z poleceniem zorganizowania pracy podziemnej komórki ZJ oraz siatki Wydziału Zachodniego Oddziału II KG ZJ (Ekspozytura „Z”). Jako długoletni mieszkaniec Gdyni znał środowisko, dzięki czemu udało mu się zwerbować wielu zaufanych i nastawionych patriotycznie ludzi do pracy w tej organizacji. Do działalności wywiadowczej wciągnął zasłużone rodziny gdyńskie: Helenę, Czesława, Bernarda i Stefana Henslów, Halinę i Stanisława Strzeleckich, Helenę Barczak, Franciszka Gburka (z Tajnego Hufca Harcerzy), Irenę Piotrowską, Leona Schulza, kpt. rez. Antoniego Wiensa-Wiśniewskiego (z wywiadu ZWZ-AK) i innych.
Sieć wywiadowcza ZJ zbierała informacje o produkcji stoczni, ruchu okrętów – głównie dużych jednostek liniowych Kriegsmarine, przemyśle zbrojeniowym, obsadzie kierowniczych stanowisk, dyslokacji obiektów wojskowych (nanoszono je na mapy) oraz o nastrojach panujących wśród ludności polskiej i niemieckiej. Rejestrowano też nazwiska aktywnych funkcjonariuszy hitlerowskich. Bardzo aktywnie pomagali w tej pracy muzycy z „Cafe Berlin”. Z poszczególnymi członkami organizacji kontaktował się przeważnie w gdyńskich kawiarniach i w mieszkaniu Henslów przy pl. Grunwaldzkim nr 18.
Wkrótce nawiązał kontakty z Bydgoszczą, co pozwoliło na rozwinięcie działalności. Przy pomocy Michała Hensla – ojca Stefana – zatrudnił się w zakładzie stolarskim Bernarda Badziąga, także pracującego dla wywiadu ZJ i ZWZ-AK. W zakładzie tym spotykał się z kmd. Konstantym Jacyniczem, z którym utrzymywał stałe kontakty. Komandor był jego przedwojennym znajomym z „GAL”-u, pracownikiem w przedwojennej organizacji wywiadowczej „Alfa”, a w czasie okupacji przebywającym w Warszawie Komendantem Związków Wybrzeża Morskiego oraz zastępcą Komendanta Wydziału Marynarki Wojennej „Alfa” KG ZWZ-AK. Andrzej Orwid-Eljaszewicz był więc przypuszczalnie również współpracownikiem organizacji wywiadowczej „Alfa”.
W połowie czerwca 1941 został mianowany kierownikiem wywiadu na Gdynię. W związku z wyznaczeniem nowych zadań przez KG ZJ przekazał to kierownictwo Stefanowi Henslowi. Zachował jednak kontrolę nad gdyńską grupą ZJ i nadal kierował pracą łączników utrzymujących łączność pomiędzy Warszawą a Gdynią: Zenonem Narojkiem i Edwardem Koniecznym. Ważniejsze meldunki obierał osobiście. W tym celu przyjeżdżał z Warszawy do Gdyni i do Władysławowa. W Warszawie utrzymywał stały kontakt z Mieczysławem Dukalskim, Arnoldem Nierzwickim ps. „Krzysztof”, Stanisławem Leonem Jeute ps. „Stach Zachodni”, „Stach”, „Cezary” oraz z grupą gdynian – członków ZJ mieszkających w Warszawie, jak również z kmdr. Konstantym Jacyniczem (sieć wywiadu kmdy Okręgu Pomorskiego ZWZ-AK). Spotkania w Warszawie odbywały się przy ul. Wilczej oraz w kawiarniach stanowiących punkty kontaktowe ZJ.
W okresie lat 1940–1942 na terenie Gdyni nastąpił znaczny rozwój konspiracji. Najsilniejszą z nich był ZWZ-AK, z którą ściśle współpracowała organizacja „Szarych Szeregów”, której komendantem był Lucjan Cylkowski oraz organizacja Związek Jaszczurczy kierowana przez Andrzeja Orwid-Eljaszewicza „Ala”. W końcu marca 1942 r. Andrzej Orwid-Eljaszewicz, przewożąc rozkazy z Warszawy do Gdyni, wpadł w zastawioną na niego pułapkę i został aresztowany przez Gestapo na dworcu kolejowym w Gdyni. W tym czasie miały miejsce masowe aresztowania członków wywiadu ZJ w Rzeszy, na ziemiach zaanektowanych, jak również w szeregach ZWZ-AK. Udało mu się zbiec i ostrzec część ludzi z jego organizacji. Po wyjeździe z Gdyni do Warszawy Andrzej Orwid-Eljaszewicz kilkakrotnie zmieniał nazwisko (Iwaszkiewicz, Waszkiewicz, Kaczmarek i nadal działał w konspiracji.
We wrześniu 1942 wstąpił do Narodowych Sił Zbrojnych w charakterze instruktora przygotowującego kadry dla wywiadu. Nadal utrzymywał kontakt z Arnoldem Nierzwickim – szefem ekspozytury „Zachód” NSZ. Według dokumentów niemieckich zaczął znów pracować w wywiadzie pomorskim względnie takowy rozbudowywać. W tym samym dokumencie podano, że w końcu 1942 r. Arnold Nierzwicki skierował go do kierownika oddziału wojskowego Pomorza w Warszawie (chodzi o Jana Kamińskiego – p.o. Komendanta Okręgu Pomorskiego ZJ i NSZ). Tam został przydzielony jako oficer informacyjny i osoba werbująca członków organizacji. Spotkania z Janem Kamińskim odbywały się przy ul. Widok 1. W celu zamaskowania swojej konspiracyjnej działalności zatrudnił się w firmie przewozowej – „Ostdeutsches Spedition Und Transportunternehmen – Theodor Wierzchowski”, która cieszyła się zaufaniem władz niemieckich. Z relacji jego siostry – Ireny Wilczkowiak – mieszkającej w tym czasie w Milanówku (gdzie mieszkała i ukrywała żydówkę, jako nianię do dzieci), wiadomo, że Andrzej spotykał się również z Władysławem Szpilmanem, pomagając mu w ukrywaniu się, dostarczaniu zaopatrzenia i w przerzutach do nowych kryjówek.
3 stycznia 1944 podczas konwojowania transportu zimowego zaopatrzenia dla oddziałów partyzanckich  wskutek zdrady jednego z współpracowników (Jerzy Wojnowski) został zatrzymany wraz z kolegą z Korpusu Kadetów (Jan Rogowski (cichociemny)) przez Gestapo na moście przez Pilicę w Białobrzegach i trafił do więzienia w Radomiu. Najprawdopodobniej 20 lutego 1944 Andrzej Orwid-Eljaszewicz ps. „Ala” został rozstrzelany.

## Upamiętnienie
W 49 lat po bohaterskiej śmierci Andrzeja Orwid-Eljaszewicza, 23 maja 1993 władze w Białobrzegach, kościół parafialny pw. Świętej Trójcy i niestrudzony w swych działaniach poświęconych pamięci współtowarzyszy broni poległych za Ojczyznę, redaktor Janusz Skalski – dokonali odsłonięcia i poświęcenia pomnika przez biskupa radomskiego Edwarda Materskiego i biskupa Bronisława Dembowskiego, ordynariusza diecezji włocławskiej.
8-tonowy głaz z marmurową tablicą, krzyżem, znakiem Polski Walczącej i przesłaniem „Tobie Ojczyzno” – przypomina o wydarzeniach tamtych lat. Symboliczna mogiła Andrzeja Orwid-Eljaszewicza znajduje się w Alei Zasłużonych na Gdyńskim Cmentarzu Komunalnym w Kosakowie.